# Nadsat
Nadsat (z ros. sufiksu -надцать, '-naście') – sztuczny slang młodzieżowy zaprojektowany przez Anthony'ego Burgessa dla jego powieści Mechaniczna pomarańcza. Obejmuje ok. 250 słów różnego pochodzenia, często rosyjskiego.